# Clementine (software)
Clementine es un reproductor de audio y organizador de biblioteca multiplataforma, libre y de código abierto.
Es una bifurcación de Amarok 1.4 hacia el framework Qt 4 y el framework multimedia GStreamer. Se enfoca en una interfaz rápida y fácil de usar para buscar y reproducir audio. Distribuido bajo los términos de la licencia GNU General Public License, Clementine es software libre. 
Clementine está disponible para sistemas operativos tipo-Unix, Windows y Mac OS X.
Clementine se creó porque la transición de la versión 1.4 de Amarok a la versión 2 fue criticado por algunos usuarios, como consecuencia Clementine se estableció, basado en Amarok 1.4. La primera versión de Clementine fue lanzado en febrero de 2010.

## Características
Algunas de las características que Clementine soporta son:
- Búsqueda, organización y reproducción de la colección de música local.
- Escuchar estaciones de radio en Internet de Last.fm, SomaFM, Magnatune, Jamendo, Grooveshark Anywhere y Icecast.
- Panel de información lateral con letras de canciones, estadísticas y biografías de artistas con fotografías.
- Gestor de portadas de álbum y colas de reproducción.
- Descarga de portadas de álbum faltantes desde Last.fm.
- Editor de tags, obtención de tags faltantes desde MusicBrainz.
- Creación listas de reproducción inteligentes y dinámicas.
- Listas de reproducción en pestañas, importación y exportación de M3U, XSPF, PLS, ASX y Cue.
- Visualizaciones de projectM.
- Transferencia de música a iPod, iPhone, MTP o cualquier reproductor USB de almacenamiento masivo.
- Conversión de música a formato MP3, Ogg, FLAC o AAC.
- Notificaciones de escritorio nativas en Linux (libnotify) y Mac OS X (Growl).
- Control remoto usando Wii Remote, MPRIS o la línea de comandos.